# Soziologie der Emotionen
Die Soziologie der Emotionen beschäftigt sich mit der soziologischen Analyse menschlicher Emotionen. Innerhalb der Soziologie rückte sie Ende der 1970er Jahre in den Blickpunkt der Wissenschaft. In vorherigen Jahren war die Emotionsforschung in den Bereichen der Psychologie (z. B. Evolutionäre Emotionsforschung im Rahmen der Evolutionären Psychologie) und Anthropologie angesiedelt und fand erst später ihren Platz in der Soziologie.

## Wichtige Vertreter
Besonders ausgiebig mit der Entstehung befassten sich Arlie Hochschild und Theodore D. Kemper. Ihre Theorien lassen sich zwei gegensätzlichen Ansätzen, dem symbolisch-interaktionistischen und dem austauschtheoretischen, zuordnen.

### Arlie Hochschild
Hochschild vertritt die Auffassung, dass Emotionen durch die Antizipation der Gefühlsregeln entstehen. Man ist sich dieser Regeln bewusst und versucht, seine Emotionen und den Ausdruck seiner Emotionen an diese Regeln anzupassen. Falls es eine Diskrepanz zwischen Empfundenem und sozial Erwartetem gibt, muss Emotionsarbeit geleistet werden.
Die Individuen versuchen, diese Diskrepanz nach Möglichkeit aufzulösen.

### Theodore D. Kemper
Kemper erklärt die Entstehung von Emotionen als Resultat sozialer Beziehungen (siehe auch Kempers Macht-Status-Theorie). Alles Soziale, also jede Interaktion, spielt sich in den beiden Dimensionen Macht und Status ab. Dies führt dazu, dass jede spezifische Situation zu einem spezifischen physiologischen Zustand führt und dieser dann eine spezifische Emotion entstehen lässt. Es entsteht also die Emotion Angst, wenn man weniger Macht erhält, als es nach eigener Meinung angemessen wäre.

### Jürgen Gerhards
Jürgen Gerhards hat 1988 die beiden Modelle von Hochschild und Kemper zusammengeführt und daraus sein eigenes Modell entwickelt, das soziale Bedingungen zur Entstehung von Emotionen beschreibt.

#### Gerhards Modell
Gerhards Emotionsdefinition
„Emotionen sind positive oder negative Erlebnisarten eines Subjekts, die durch die Abschätzung und Wertung der Situation entstehen und eine physiologische Aktivierung hervorrufen können“.
Modell
Nach Gerhards spielen bei der Entstehung von Emotionen die vier Systeme Persönlichkeit, Organismus, Sozialstruktur und Kultur zusammen.
Persönlichkeit
Die Persönlichkeit, also das idiosynkratische Moment, sei entscheidend für die Entstehung von Emotionen, da es für die individuelle Interpretation von Situationen entscheidend ist. Eine physiologische Erregung eines Individuums habe noch nicht zur Folge, dass eine Emotion entsteht. Erst die Interpretation durch die Persönlichkeit könne zu einer Emotion führen. Diese Auffassung vertreten die Anhänger des symbolisch-interaktionistischen Ansatzes, wie zum Beispiel Hochschild. Laut dem austauschtheoretischen Ansatz von Kemper entstünden Emotionen durch Interaktionen in den beiden Dimensionen Macht und Status. Gerhards weist darauf hin, dass nur die Interpretation beider Dimensionen zu einer Emotion führen könne. Auch wenn die Analyse der Emotionen eine soziologische sei, sei zu beachten, dass das idiosynkratische Moment eine entscheidende Bedeutung habe, da zwar jeder Umwelteinflüssen unterlegen sei, doch die Verarbeitung dieser Prägungen individuell verschieden ist. Durch die Interpretation der Situation durch das Persönlichkeitssystem sei noch nicht entschieden, welche Emotion entsteht. Dieses System determiniere also nicht die anderen sozialen Bedingungen, die bei der Entstehung von Emotionen eine Rolle spielen.
Organismus
Der Organismus kann, so Gerhards, auf zwei Arten eine Rolle bei der Entstehung von Emotionen spielen. Er sei zwar keine zwingende Bedingung für die Entstehung einer Emotion, es ist jedoch möglich, dass man eine diffuse physiologische Erregung bestimmter Stärke wahrnähme, diese dann mit Hilfe der anderen Systeme interpretiere und dass dies zu einer Emotion führe. Beispiele für solche Erregungen seien Zittern oder Schwitzen. Diese Erregung kann aber auch einer falschen Ursache zugeordnet werden, was dann zu einer ‚falschen‘ Emotion führe. Der Organismus könne aber auch noch nach der Entstehung einer Emotion eine Rolle spielen. Wenn diese bereits entstanden sei und dieser daraufhin eine physiologische Erregung verspüre, könne das wiederum zur Neuinterpretation führen und eine neue Emotion auslösen. Gerhards nennt dies „Feed-back-Schleife“.
Sozialstruktur
Dieses System ist von Kemper geprägt, für den das Soziale in Interaktionen durch die beiden Dimensionen Macht und Status definiert ist. Es entstehen bei den Interaktionspartnern (Ego und Alter) dann Emotionen, je nachdem, ob ihre Machtressourcen oder ihre Statusposition hoch oder niedrig sind. Es sei zudem entscheidend, ob man dies sich selbst zuschreibe (Selbstwirksamkeitserwartung) oder seinem Interaktionspartner. Beispielsweise, so Kemper, entstehe die Emotion Angst dadurch, dass der Interaktionspartner Ego zu wenige Machtressourcen hat, um seinen Willen gegen des anderen Interaktionspartners Alter und dessen Willen durchsetzen zu können. Gerhards betont allerdings, dass nicht die Status- und Machtposition an sich entscheidend sei für die Entstehung von Emotionen, sondern die Interpretation dieser mit Hilfe anderer Systeme. Zudem gäbe es viele Faktoren, die die Interpretation von „Macht“ und „Status“ beeinflussen und deshalb zu anderen Emotionen führen würden, als in Kempers Modell angegeben. Zum Beispiel führe eine hohe Statusposition in einer Intimbeziehung nicht zwangsläufig zu dem Gefühl Scham. Außerdem sei es noch wichtig, ob man von den Machtressourcen des anderen abhängig sei oder ob man durch eine andere Bezugsgruppe eine bestimmte Statusposition innehat, die man auch in der Interaktion mit anderen Interaktionspartnern beibehalte.
Kultur
Die Kultur entscheide, wie das Individuum die Situationen interpretiere. Sie beeinflusse die Entstehung von Emotionen in mehrfacher Weise. Zum einen codiere sie die Persönlichkeit. Also je nachdem, welche kulturellen Einflüsse ein Individuum geprägt haben, habe dieses ein bestimmtes Bild von sich selbst. Gerhards verbindet mit diesem System die beiden Ansätze von Hochschild und Kemper, da die Kultur auch entscheidend sei für die Interpretation von „Macht“ und „Status“, also auf eine zweite Weise die Entstehung von Emotionen beeinflusse. Es sei also die Kultur, die einem Individuum vorgäbe, was es als wichtige Machtressource ansähe. Zum Beispiel könne Geld als eine solche gesehen werden. Des Weiteren beeinflusse die Kultur auch die Interpretation des Maßes an Macht und Status (Beispiel: Hoch sollte der Status sein, wenn die Person viel Geld habe – in Relation zum Interaktionspartner, der wenig Geld hat). „Emotionskultur“ ist dabei auch an den Begriff der Gefühlsregeln von Hochschild angelehnt. Es sei auch so, dass eine Person nach der Interpretation einer Machtstatus-Konstellation eine Emotion empfinde, die nicht mit dem kulturell Vorgegebenen übereinstimme. Ist dies der Fall, müsse Emotionsarbeit geleistet werden, um sich dem sozial Erwünschten anzupassen. An diesem Punkt verbindet Gerhards am deutlichsten die beiden Theorien von Hochschild und Kemper. Gerhards definiert die Kultur als das ausschlaggebende Moment, welches dafür verantwortlich ist, wie Menschen ihre Umwelt wahrnehmen (z. B. im ästhetischen Sinne: Was sei schön und was sei hässlich). Daraus ergibt sich nach Gerhards auch, dass sie wissen, welche Emotionen angebracht seien und welche nicht.
Fazit
Für die Entstehung von Emotionen spielen demzufolge alle vier Systeme eine Rolle. Keines der Systeme allein reicht als Bedingung für die Entstehung von Emotionen aus. Um festzustellen, ob dieses Modell Gültigkeit besitzt, muss es mit der sozialen Wirklichkeit konfrontiert werden, d. h. es sind Beispiele zu finden, die aufzeigen, dass dieses Modell sinnvoll ist. Gerhards macht dieses, indem er die Genesung bei einer Krankheit analysiert. Er geht von negativen Emotionen aus, die durch eine schwere Krankheit und einen langen Krankenhausaufenthalt entstehen. Hier verliere die Person Machtressourcen, z. B. seinen Arbeitsplatz und damit sein Einkommen, mit dem es den Lebensunterhalt bestreitet. Außerdem verkleinere sich die Statusposition, z. B. in der Familie, da man lange abwesend war. Nach Gerhards Modell müsste nun in jedes System eingegriffen werden können, um positivere Emotionen zu empfinden und damit den Genesungsprozess voranzutreiben. In die Persönlichkeit könne man durch eine Neuinterpretation des idiosynkratischen Moments eingreifen. Dies gelinge eventuell durch eine Psychotherapie, die dabei helfe, das individuelle Selbst neu zu interpretieren. In den Organismus könne man eingreifen, indem Mittel diffuse Erregungen verringern. Dies könnten zum Beispiel Alkohol oder Psychopharmaka sein. Die Sozialstruktur, also Macht und Status, können ebenfalls unterschiedlich beeinflusst werden. Zum Beispiel beschleunige sich der Genesungsprozess bei Menschen, die in einer Ehe leben, in der beide Partner Geld verdienen. Hier gibt es keine Furcht um die eigene Existenz. Die Statusposition könnte sich durch mehr Informationen über die Krankheit und den Heilungsprozess verbessern. Die Kultur sei am schwierigsten zu beeinflussen. Es wäre aber eine Möglichkeit, die Bezugsgruppe zu wechseln, die vorgibt, was richtig und was falsch sei. Dies wäre in einer Selbsthilfegruppe möglich. Durch dieses Beispiel verdeutlicht Gerhards, dass durch die Betrachtung einer realen Situation feststellen könne, welche Bedingungen beeinflusst werden können und müssen, um eine positivere Emotion nach einer Krankheit zu empfinden.
Ein weiterer wichtiger Vertreter im Bereich der Emotionssoziologie ist Randall Collins.

## Emotionskulturen

### Jürgen Gerhards
Auf dem Gebiet der Emotionsforschung hat Jürgen Gerhards Emotionen und deren Entstehung definiert. Der innovative Aspekt seiner Darlegungen liegt in der Synthese von Emotionen und Kultur und der damit verbundenen Beschreibung verschiedener Emotionskulturen. Anhand dieser Grundlage führt er vier verschiedene Formen der Entwicklung von Emotionskulturen auf, welche auf Kommerzialisierung und Informalisierung von Emotionen begründet sind, andererseits auch neue Aspekte (wie die Transformation von Emotionen in Sprache und neue Identitätskonzeptionen).

### Emotionskulturen
Gerhards (1988b) beschreibt Emotionen als positive oder negative Erlebnisarten eines Subjekts, welche aus dem Zusammenspiel von vier Subsystemen entstehen: Organismus, Persönlichkeit, Sozialstruktur und Kultur. Emotionen entstehen durch eine Interpretation sozialstruktureller Bedingungen und kultureller Deutungsmuster, welche mit der Aktivierung physischer Systeme einhergehen können.
Bei der Beschreibung von Kultur lehnt sich Gerhards an die Definition von Lipp und Friedrich Tenbruck (1979), welche Kultur als System gemeinsamer Deutungs- und Interpretationsmuster oder -schemata beschreiben. Das bedeutet, die Kultur ermögliche es den Menschen, ihre Umwelt zu definieren und zu bewerten, was ihnen beispielsweise das Unterscheiden in „gut“ und „böse“, angemessen und nicht angemessen etc., ermöglicht.
Gerhards entwickelt aufbauend auf diesen Definitionen den Begriff der Emotionskulturen, welcher die Interpretationsmuster von Emotionen, die eine Gesellschaft oder ein Teil einer Gesellschaft teilt, beschreibt. Des Weiteren stellt er die These auf, dass nur anhand bestehender Emotionskulturen in einer Gesellschaft, im Zusammenspiel mit anderen Faktoren, Emotionen begründet werden können.
Weiterführend werden von ihm drei Faktoren beschrieben, welche Einfluss auf die Kultur der Emotionen haben können:
1. Kulturelle Interpretationen leiten das Verständnis von Sozialstrukturen und nehmen somit indirekt Einfluss auf Bildung von Emotionen.
2. Kultur kann einen direkten Einfluss auf die Emotionsbildung haben. Dies geschieht über feste kulturelle Normen und Regeln, welche klar angemessene Emotionen und deren angemessenen Ausdruck definieren, beispielsweise über Gefühlsregeln.
3. Als letzten Faktor führt Gerhards den „Identitätsbegriff“ auf, welcher die kulturellen Definitionen der Persönlichkeitskonzeption umschreibt. Die Entwicklung einer Identität entstehe hierbei durch Eigenwahrnehmung bzw.-beobachtung und durch die Fremdwahrnehmung. Ein zentrales Element bei der Identitätsbildung sei das eigene emotionale Selbst, also die emotionale Identität, die durch ebendiesen Prozess mitgeprägt wird .

### Entwicklungsprozesse postmoderner Emotionskulturen
Die verschiedenen Emotionskulturen lassen sich anhand ihrer Merkmale in zwei Subsysteme einordnen, die modernen und die postmodernen Emotionskulturen . Erklärungsansätze für die Beschreibung der modernen Emotionskulturen findet man in Norbert Elias’ Konzept der Zivilisation. Diese Theorie besagt, dass es durch den Zivilisationsprozess zu einem Prozess der wachsenden Kontrolle über die eigenen Emotionen gekommen ist. Dies geschieht durch einen Vorgang, welcher durch das Hineinspielen von externen Normen geprägt ist. So ist zum Beispiel durch die Abwesenheit von tatsächlichen Bedrohungen die Angst vor der Emotion Scham gewachsen, was dazu führt, dass wir unsere Emotionen stärker kontrollieren, um Schamsituationen zu vermeiden. Laut Elias' Theorie nimmt die Kontrolle über unsere Emotionen bis heute zu.
In Abgrenzung dazu stehen postmodernen Emotionskulturen, welche man zum einen als Weiterführung und Ausweitung des Prozesses der Emotionskontrolle verstehen kann, andererseits lässt sich in postmodernen Emotionskulturen eine klare Gegenbewegung erkennen. Diesen Widerspruch begründet er mithilfe der heterogenen Interpretationsmuster, welche durch die Umwelt vorgegeben sind.
Gerhards (1989) legt seinen Schwerpunkt auf die Erklärung und Analyse postmoderner Emotionskulturen, wobei er vier Dimensionen herausarbeitet und definiert: die Kommerzialisierung und Informalisierung der Emotionen, die Transformation der Emotionen in die Sprache und neue Identitätskonzepte.
Kommerzialisierung der Emotionen
Die Kommerzialisierung von Emotionen ist laut Gerhards (1988a) eng mit der Rationalität der Ökonomie und den Prinzipien der Profitmaximierung verknüpft. Die Bedeutung von Emotionen wurde ursprünglich über Gefühlsregeln in der Sphäre der privaten Verhandlung generiert. Allerdings habe sich diesbezüglich ein Wandel vollzogen, wodurch die Definitionen dieser Bedeutungen nun nach den Richtlinien des Marktes strukturiert werden. Das bedeute, dass zur Erklärung der Bedeutung bestimmter Emotionen nicht mehr „Gefühlsregeln“ als Orientierungsmaßstab verwendet werden, sondern wirtschaftliche Faktoren. Dieser Wandel lässt sich mit der starken Ausbreitung des tertiären Sektors begründen, welcher wesentlich personenorientierter sei. Um diese Berufe erfolgreich ausführen zu können, erfordere es den kontrollierten Umgang mit den eigenen Emotionen, d. h., dass in den Dienstleistungsberufen die adäquaten Emotionen und deren Ausdrucksweisen klar definiert seien und somit die eigenen Emotionen den Bedürfnissen des Kunden angepasst würden. Wichtig sei hierbei die Fähigkeit, die angemessenen Emotionsregeln an die jeweiligen Arbeitssituationen anzupassen, dies bezeichnet man auch als „Emotionwork“.
Laut Elias ist die Kommerzialisierung von Emotionen ein Prozess des sozialen Wandels, durch den sich die Natur der Emotionskontrolle stark verändert habe. Auch er führt die erhöhte Emotionskontrolle auf wirtschaftliche Faktoren und die Entwicklung zur Dienstleistungsgesellschaft zurück, da es in der postmodernen Gesellschaft notwendig sei, seine Emotionen flexibel an die Bedürfnisse von Kunden und Wirtschaft anzupassen, angemessen zu handeln und möglichst schnell Emotionen zu generieren .
Als Grund für die Kommerzialisierung von Emotionen sieht Jürgen Gerhards exogene Faktoren des ökonomischen Systems. Um in dieser von wirtschaftlicher Konkurrenz geprägter Gesellschaft zu bestehen und Profitmaximierungen zu erzielen, sei es zur Notwendigkeit geworden, die eigenen Bedürfnisse und Emotionen denen der Kunden unterzuordnen. Deswegen wurde es erforderlich, „Emotionwork“ zu institutionalisieren. 
Informalisierung der Emotionen
Die Entwicklung von Emotionskulturen der Postmoderne ausschließlich durch Kommerzialisierungsprozesse zu beschreiben, wäre allerdings nicht vollständig erschöpfend. Neben dieser Entwicklung lässt sich eine starke Gegenbewegung verzeichnen: Die Informalisierung. Diese beschreibt den Informalisierungsprozess, welcher mit einer Lockerung der Kontrolle über die Emotionen einhergehe. Durch eine stärkere Orientierung an individuellen Handlungen und Bedürfnissen komme es zu einem erhöhten Ausleben und Ausdrücken der eigenen und individuellen Emotionen. Diese Entwicklung gehe einher mit einer Verringerung des Schamgefühls und der gesellschaftlichen Akzeptanz individueller Emotionen .
Diese Tendenz zur Individualisierung von Emotionen wurde auf Grundlage verschiedener Studien zu belegen versucht. So analysierten beispielsweise Brinkgreve und Korzec (1979) verschiedene Kolumnen in Ratgebern aus dem Zeitraum von 1938 bis 1977. Daraus ging hervor, dass bis Mitte der 1960er Jahre der Tenor dahingehend lautete, dass den Menschen empfohlen wurde, ihre Emotionen zurückzuhalten und möglichst nicht zu zeigen. Ab den 1960ern kam es laut dieser Studie zu einer Veränderung der kulturellen Emotionskontrolle. Ab diesem Zeitraum wurde es als wichtig erachtet, Emotionen zu zeigen und ihnen Ausdruck zu verleihen. Laut dieser Studie kam es also nicht, wie von Elias behauptet, zu einer stärkeren Emotionskontrolle, sondern zu deren Informalisierung und Lockerung.
Der Soziologe Cas Wouters (1986) unternahm ebenfalls den Versuch, die Informalisierung der Emotionen empirisch nachzuweisen. Bei der Untersuchung von Benimmratgebern aus dem Zeitraum 1930 bis 1985, konnte er, trotz eines Wiederauflebens der Etikette ab den 1980er Jahren, auch auf Grundlage dieser Ratgeber eine starke Informalisierung verzeichnen. Die vor den 80er Jahren bestehenden Verknüpfungen von emotionalen Bedürfnissen, basierend auf Institutionen und Religion, wurden zugunsten individuellen Verhaltens und Einstellungen gelöst, wobei die eigenen Wünsche und Bedürfnisse immer stärker in den Mittelpunkt rückten. Wichtige Faktoren bei dieser Entwicklung seien der soziale Charakter einer Gesellschaft und deren Werte und Normen. Das bedeute im Fall der Informalisierung, dass das „natürliche“ emotionale Verhalten in der Gesellschaft nicht nur immer mehr Akzeptanz fand, sondern selbst zu einer Art Norm wurde und demzufolge Menschen in der heutigen Zeit als seltsam gelten würden, die ihre Emotionen nie zeigen.
Neben den oben genannten Studien, mithilfe derer versucht wurde, die Informalisierungsthese zu belegen, gibt es weitere Argumentationsansätze, die für diese spezifische Entwicklung der Emotionskulturen sprechen. So ist zum Beispiel eine indirekte Verbindung zwischen dem Wandel vom Materialismus zum Postmaterialismus und dem Wandel von Emotionskulturen zu erkennen. Menschen mit non-materialistischen Werten werde beispielsweise eine geringere Bereitschaft zur Emotionskontrolle zugeschrieben. Des Weiteren versuchten non-materialistische Personen, negative Emotionen zu vermeiden und ihre positiven Emotionen zu maximieren. Die non-materialistische Bewegung stehe in diesem Fall für den Wandel der Emotionskulturen hin zur Informalisierung von Emotionen. Zentral hierbei ist, dass das Erreichen positiver Emotionen auch über materiellen Errungenschaften, traditionellen Handlungsweisen und normativen Orientierungsmustern stehe.
Ein weiteres Argument, das die Informalisierungsthese unterstütze, ist die Entwicklung moderner Kulturen vom Protestantismus zum Hedonismus. Dieser Wechsel impliziere den Wandel von einem sich emotional stark kontrollierenden Selbst, zu einem Menschen, der sich ständig im Wandlungsprozess befindet, nach Selbsterfüllung und Befriedigung seiner Bedürfnisse suche (vgl. Bell, 1979). Gestützt wird dieses Argument auch durch die moderne amerikanische Kultur, in welcher das Prinzip „Searching for self-fulfillment“ längst zu den Grundsätzen der Gesellschaft gehöre (vgl. Yankelovich, 1981). Mit Maslow's „Theory of Needs“ ließe sich dieser gesellschaftlicher Wandel noch anschaulicher beschreiben. Aufgrund der wirtschaftlichen Entwicklung und dem damit einhergehenden wachsenden Wohlstand und der Zunahme an Freizeit, sei die Befriedigung primärer Bedürfnisse gesichert. Dadurch stehe die Erfüllung von sekundären Bedürfnissen im Vordergrund, was zur Folge habe, dass auch die Emotionen an Bedeutung gewinnen (vgl. Thome, 1985).
Das Bedenkliche an dieser Argumentationskette ist, so wird dem entgegengehalten, dass diese lediglich den wirtschaftlichen Wandel im Zusammenhang mit dem Wandel der Emotionskulturen berücksichtige und dadurch der kulturelle Aspekt weitgehend vernachlässigt werde. Meulemann (1985) gelingt es, eine kulturelle Dimension zur Begründung der Informalisierung von Emotionen heranzuziehen. Er beruft sich darauf, dass es durch Säkularisierungsprozesse zu einer verminderten Akzeptanz religiöser Interpretationen der Welt komme, was dazu führe, dass Werte wie Selbstbestimmung, Autonomie und Gleichberechtigung einen höheren Stellenwert erhalten. Dies wiederum führe zu einer geringeren Bereitschaft, die eigenen Emotionen zu kontrollieren und somit zu dem erstarkenden Bedürfnis, diese auszudrücken (vgl. Meulemann, 1985).
Transformation der Emotionen in die Sprache
Ein weiterer Aspekt in der Entwicklung postmoderner Emotionskulturen bezieht sich auf den Prozess, der es ermöglicht, über Emotionen zu sprechen. Hierbei wird sowohl auf institutionalisierte Ausdrucksformen Bezug genommen, als auch auf die informelle Art der Konversation. Die Bedeutung dieses Prozesses liegt darin, dass die Reflexion der eigenen Emotionen dadurch ermöglicht wird und Emotionen von der privaten in die öffentliche Sphäre gelangen. Auch wenn es für diesen Prozess keinen empirisch belegten Beweis gibt, ist doch ein großer Anstieg im Bereich der Psychotherapie, psychologischen Publikationen, Ratgebern etc. zu verzeichnen. Dadurch komme es ebenfalls zu einer Institutionalisierung von Emotionen (vgl. Gerhards, 1989).
Neue Identitätskonzeptionen – das emotionale Selbst
Dieser Ansatz ist darauf begründet, dass sich bei Veränderung des kulturellen Interpretationsrahmens ebenfalls die kulturellen Emotionsdefinitionen ändern. Dies habe einen Einfluss auf die Identitätsbildung, da sowohl das Selbst als auch das emotionale Selbst Teil dieser sind .
Ralph Turner(1976) unterscheidet in diesem Zusammenhang das „institutionelle“ und das „impulsive“ Selbst. Das institutionelle Selbst ist ein Identitätsbild, welches sich an institutionellen Richtlinien, Erwartungen und Rollen orientiert. Ziel ist es hierbei, das „wahre Selbst“ möglichst optimal in Übereinstimmung mit diesen Mustern zu bringen. Entgegengesetzt steht dieser Identitätsform das impulsive Selbst gegenüber. Dieses orientiere sich, laut Turner, nicht an externen Rollenbildern oder Erwartungen, sondern stattdessen an internen, individuellen Bedürfnissen und Gefühlszuständen. In der Realität kommen meistens Mischformen dieser Identitätskonzepte vor (vgl. Turner, 1976).
Des Weiteren wird in diesem Ansatz die Bedeutung von Emotionen für den Identitätsaufbau berücksichtigt. Emotionen könnten nicht, wie andere Faktoren der Identitätsbildung, von gesellschaftlichen Systemen wegreguliert werden und dienten somit als funktionsfähige und stabile Äquivalente von Bedeutungsmustern. Dies werde besonders deutlich, wenn man bedenke, dass es in der modernen Gesellschaft zu einem Verlust der strukturgebenden Funktionen von Familien-, Arbeits- und anderen Lebensformen komme. Homogene Gruppen verlieren immer weiter an Bedeutung, da die Diversität in allen Lebensbereichen zugenommen habe. Die bisherigen Konventionen für angemessenes Verhalten verlieren somit an Einfluss, wohingegen Möglichkeiten, sich selbst zu formen an Wichtigkeit zunähmen. Aus diesem Grund dienten Emotionen heute als feste Orientierungsmuster bei der eigenen Identitätsbildung (vgl. Luhmann, 1986).

### Fazit
Aus Sicht der vier von Gerhards aufgeführten Ansatzpunkte fällt auf, dass diese Kategorien teilweise nicht trennscharf sind, bzw. sich nicht unbedingt ausschließen. Auch wenn die Kommerzialisierung und die Informalisierung der Emotionen konträr zueinander stehen, kommen beide Formen parallel vor, bzw. finden teilweise zur gleichen Zeit in unterschiedlichen Bereichen statt. Das bedeutet, selbst wenn es in einigen Sparten zu einer verstärkten Emotionskontrolle kommt, kann in anderen eine wachsende Informalisierung der Emotionen beobachtet werden. Postmoderne Emotionskulturen zeichnen sich folglich durch eine hohe Diversität aus.
Dies stelle, so Gerhards, den Akteur vor neue Ansprüche im Umgang mit seinen Emotionen. Erforderlich sei in den heutigen Emotionskulturen ein flexibler Umgang mit verschiedensten emotionalen Anforderungen. Während in bestimmten Situationen zwischen unterschiedlich formalisierten sozialen Interaktionen wählen, bzw. mit ihnen umgehen können müsse, seien in anderen Situationen weniger formalisierte Umgänge mit Emotionen erwünscht. Zusammenfassend bedeute dies, sich in verschiedenen emotionalen Kontexten zu bewegen und mit seinen eigenen Emotionen „richtig“  umzugehen (vgl. Gerhards, 1989).

### Kritik und weiterführende Ansätze
Als Kritikpunkt an Gerhards Ausführungen wird angeführt , dass er sich hierbei lediglich auf die Beschreibung der westlichen postmodernen Emotionskulturen beziehe. Dies sei unzureichend, um die Emotionsbildung und den Umgang mit Emotionen in den verschiedenen Kulturkreisen zu erklären. Einen alternativen Ansatz zur Unterscheidung von Emotionen in ihren kulturellen Kontexten bieten Mesquita und Markus (2004), indem sie sogenannte „Models of Agency“ definierten, welche dazu dienen, die Emotionsbildung innerhalb bestimmter Kulturen zu beschreiben. Dabei handelt es sich um durch Kultur implizierte Rahmen von Ideen und Handlungsmethoden, welche Handlungsrahmen für das Selbst und andere vorgeben und diese in Beziehung zueinander setzten. Diese Modelle beziehen sich auf die Wege, über welche die Realität definiert wird. Es ist außerdem möglich, dass diese Handlungsrahmen beispielsweise durch Sprache, Medien, Sanktionen oder Bildung reflektiert oder begünstigt werden. Auf diesem Weg bilden „Models of Agency“ die bedeutungsgebenden Instanzen, nach denen die Menschen Sinn aus ihren Handlungen ziehen und sie koordinieren würden. Anhand dieser kulturell vorgegebenen Handlungsmuster ließen sich bestimmte Emotionen ableiten, wobei die aus der Einhaltung der Handlungsmuster resultierenden Emotionen als positiv und die aus Abweichung entstehenden, als negativ empfunden werden (vgl. Markus, Mullally, & Kitayama, 1997).

### Models of Agency
Disjoint „Models of Agency“
Mesquita und Markus (2004) unterteilen die „Models of Agency“ in zwei Kategorien, „conjoint“ und „disjoint“. Die Kulturen, die als „disjoint“ charakterisiert werden, befinden sich hauptsächlich im europäisch-amerikanischen Raum. In diesen Kulturen sollen die als normativ gut bewerteten Handlungen dazu führen, ein unabhängiges und autonomes Selbst hervorzubringen. Wichtig ist hierbei beispielsweise, dass sich das eigene Verhalten von den Handlungen anderer abheben sollte, d. h. es kommt zu einer starken Fokussierung auf das Selbst und dessen Individualität. Handlungen sollten möglichst frei von anderen sein, und auch die Wahrnehmung der Umwelt setzt sich nach der Bedeutung für das Individuum zusammen. Diese Handlungsmuster führen in diesem Modell zu positiven Emotionen, die es zu erhalten gilt, indem der Mensch aktiv Einfluss auf seine Umwelt ausübt und Beziehungen nach seinen Bedürfnissen auswählt oder beendet. Individuelle Freiheit ist in diesem Modell gleichzusetzen mit Glück und positiven Emotionen (vgl. Mesquita & Markus, 2004).
Conjoint „Models of Agency“
„Models of Agency“, die als „conjoint“ kategorisiert werden, beziehen sich hauptsächlich auf ostasiatische Kulturen. In diesen Kulturkreisen wird das Handeln maßgeblich von anderen beeinflusst und ist auf eine Gemeinschaft, wie Familie, Gemeinde etc. ausgerichtet. Handlungen und Verhalten sollen der Erfüllung wechselseitiger Erwartungen und Pflichten dienen, die somit in hohem Maße die Handlungsmuster des Individuums vorgeben. Da sich die Wahrnehmung der Umwelt aus der Bedeutung für andere zusammensetzt und nicht aus der für das Individuum, ist es wichtig die Perspektive anderer in sein Verhalten mit einzubeziehen. Aus diesem Grund versucht das Individuum ständig, die Kompatibilität zwischen den eigenen Handlungen und den Erwartungen von anderen zu verbessern. In diesen Kulturarealen ist es deshalb so bedeutend, sich durch sein Verhalten nicht zu stark von der Gemeinschaft abzuheben, da man sich nicht von der Gemeinschaft distanzieren möchte. Angestrebt ist eine starke Harmonie und Verbundenheit mit anderen, da dies zu positiven Emotionen führt, während eine Abgrenzung zur Gemeinschaft negative Emotionen auslöst. Deshalb ist es in diesen Kulturen für das Individuum wichtig, Beziehungen zu anderen zu erhalten und Erwartungen zu erfüllen.

## Das Selbstmanagement der Gefühle als kulturelles Programm

### Emotionen und ökonomisches Handeln
Der Prozess der gesellschaftlichen Gefühlsregulation ist in der soziologischen Theoriegeschichte als Ausbreitung von Selbstzwängen als Versachlichung und Rationalisierung beschrieben worden. Insbesondere die wirtschaftliche Organisation der modernen Gesellschaft wurde dabei als eine treibende Kraft festgestellt, durch die die emotionalen Dimensionen von Erleben und Handeln ausgeglichen wurden.

### Verschiedene soziologische Stellungnahmen
Nach Norbert Elias tragen die Verflechtungszwänge der komplexer werdenden ökonomischen Austauschbeziehungen wesentlich zur Verstärkung der Affektkontrolle bei. Die Gefühle werden immer mehr kontrolliert.
Georg Simmel sieht die „Abflachung des Gefühlslebens“, die als emotionales Merkmal des modernen Lebensstils erkennbar ist, als Folge der sich ausbreitenden Geldwirtschaft. Durch die Wirtschaft werden die Gefühle unseres Lebens weniger beeinflusst.
Der Soziologe Max Weber (1864–1920) untersuchte die charismatische Herrschaft, die am stärksten durch Emotionen gestützt und legitimiert wird. Nach Weber ist Charisma eine „notwendige außerwirtschaftliche Macht“, wenn die Interessen des ökonomischen Alltags zur Übermacht gelangen.
Adorno (1903–1969) und Horkheimer (1895–1973) hielten die Wirtschaftsorganisation für eine gefühlskalte Zone. Ihre Gesellschaftstheorien fällten negative Werturteile über den Kapitalismus.

### Die moderne Soziologie
Die moderne Soziologie hat in den letzten 25 Jahren nachgewiesen, dass in der Wirtschaft und Ökonomie auf die Emotionen nicht verzichtet werden kann.
So werden Emotionen für ökonomische Zwecke genutzt und Industrieprodukte mit Emotionen aufgeladen (siehe z. B. Neuromarketing).
Gefühle werden im Sinne von Glaubhaftigkeit rationalisiert und die Emotionalisierung von Produkten und Kundenkontakten wird vom Management ausdrücklich angestrebt. Die Gefühle, die man hat oder hervorruft (die erwartet werden), können oder werden auch zum Erreichen von wirtschaftlichen Zielen eingesetzt, wie und ob man sich gut verkauft etc. Das ökonomische Handeln ist kein Sonderfall des sozialen Handelns, wie wirtschaftliche Prozesse mit Gefühlen verbunden sind. So ist die soziale Handlungspraxis im Ganzen mit Gefühlen verbunden. Die wirtschaftlichen Akteure erleben eine innere Bewertung, die ihre Gefühle nach außen hin signalisieren.
Als Beispiel zu nennen sind die Panikkäufe, die zeigen, wie Menschen in einigen ökonomischen Kontexten aus Gefühl(en) heraus handeln.
Wie in allen Bereichen der Gesellschaft gibt es auch im ökonomischen Feld spezifische Gefühlsregeln, die vorgeben, wie die Emotionen in sozial erwünschter Weise erlebt und ausgedrückt werden dürfen bzw. sollen. „Affektive Neutralität“ ist in der Wirtschaft zweckmäßig und gilt als ökonomische Gefühlsnorm. Diese Gefühlsnormen sind eine soziale Notwendigkeit und ein subjektives Emotionsmanagement, sich selbst zu kontrollieren, das aber keinesfalls als Verfolgung emotionsloser materieller Interessen verstanden werden soll.

### Zwei Thesen der soziologischen Forschung: Entfremdung vs. Informalisierung
In der Soziologie der Emotionen stehen sich heute zwei Thesen über gesellschaftliche Emotionsregulierung gegenüber. Arlie Hochschild beschäftigte sich mit der Entfremdungstheorie. Nach ihr seien die Mitarbeiter in einer Fabrik gezwungen, ihre Gefühle zu manipulieren: der Verkäufer zwingt sich zu einem Verhalten, er zeigt nach außen Gefühle, die er selbst nicht empfindet.
Im beruflichen Handeln und Stresssituationen werden emotionale Strategien eingesetzt, in denen der Verkäufer die „geeigneten“ Gefühle des Kunden hervorruft, die für einen abzuschließenden Kaufvertrag günstig erscheinen. Im Ergebnis dieser Anforderung des Gefühlsmanagements sieht Hochschild dadurch eine Kluft zwischen dem emotionalen Ausdruck und emotionalen Erleben sowie eine strategische Einübung emotionaler Inauthentizität, welche die Gefühlswelt des Einzelnen ihm selbst äußerlich macht. Kolonialisierung der Subjektivität, die eigene Bewertung über das persönliche Fühlen, ergreift Besitz von uns; von persönlicher Freude bis zu unpassenden (wirtschaftlichen) Normen und Erwartungen: Man selbst glaubt an eine Persönlichkeit oder Gefühle, die man hat.
Hochschilds Untersuchungen haben zahlreiche Debatten und kritische Reaktionen ausgelöst: Neuere Studien zu Dienstleistungsarbeit machen darauf aufmerksam, dass Emotionsmanagement auch aus subjektiver Steuerungsleistung gegenüber Kunden, Vorgesetzten und Kollegen besteht, die durch interaktiven Machtgewinn möglich ist. Diese Machtgewinne könnten von den Beschäftigten aus als Bestätigung der eigenen Wirkung gegenüber anderen erlebt werden und ihr Selbstbewusstsein stärken. Aber die wirtschaftliche Nutzung von Gefühlen bedingt teilweise soziales Leid und Entfremdung.
Die Informalisierungstheorie, nach der Gefühle schon erlernt und vorbestimmt sind, wie man sich verhalten soll, ist die andere Variante, um Emotionen zu bewältigen. Die Emotionen in einer sozialen Beziehung werden daran gewöhnt (trainiert), wie man sich verhalten soll. So lernt man das Handeln innerhalb der Arbeit, z. B. wie etwas verkauft wird, dies erleichtert das „Freundlichsein“, mit dem Ziel, Produkte zu verkaufen.
Die Diagnose der Informalisierung hingegen stellt auf die Zunahme von persönlicher Autonomie in der Gestaltung des emotionalen Ausdrucks ab, was eine Lockerung emotionaler Disziplin in Fremd- und Selbstzwängen sei. Lockerung von Fremd- und Selbstzwängen in der modernen Soziologie bedeutet, dass die Gefühlsregeln unabhängig von der Persönlichkeit sind. Sie werden nicht nur äußerlich gezeigt „unter sozialen Zwängen“, sondern ehrlich gezeigt. Das ist nach Neckels Meinung ein Beweis, dass diese Theorie richtig ist, entsprechend einer Lockerung der emotionalen Disziplin, durch die spontane äußerliche Gefühlsregeln außerhalb der Erwartungen akzeptiert werden.
Die beiden Thesen „Informalisierung“ und „Entfremdung“ stimmen in einem Punkt überein, und zwar in der Subjektivierung des Emotionsmanagements.
In der Entfremdungstheorie nimmt diese Subjektivierung eine strategische Ausprägung an. Sie akzeptiert, dass Gefühle selbst gesteuert werden, wenn eine Entfremdung stattfindet.
Die Informalisierungstheorie sieht die Subjektivierung als gesteigerte Selbstreflexivität (Selbstkontrolle bzw. Eigenbewertung) des eigenen Gefühlslebens an. Das eigene Gefühlsmanagement kann gesteuert und gelockert werden.
Das Fazit der beiden Thesen: Die Entfremdungstheorie nutzt die Subjektivierung, um wirtschaftliche Ziele zu erreichen und in der Informalisierungstheorie nimmt man selbst mehr Einfluss auf seine Gefühle und reflektiert diese selbst.
In neueren Analysen spricht Hochschild davon, dass Akteure lernen, ihre Gefühle als „emotionales Kapital“ zu begreifen und sich selbst als „emotionale Unternehmer“ zu verstehen, so dass die auf der Arbeit und in Beziehungsmärkten eingesetzten Gefühle zum Zwecke sozialer Wertschätzung gezielt investiert und auch wieder zurückgezogen werden können.

### Emotionales Selbstmanagement: „flexibler Kapitalismus“
Es geht im „flexiblen Kapitalismus“ darum, sich flexibel zu verhalten, offen für kurzfristige Veränderungen zu sein, ständig mit Risiken umzugehen und gleichzeitig weniger abhängig von Regeln und Formalitäten zu sein. Starre Routine und Bürokratie haben hier keinen Platz mehr.
Die globale Ökonomie der Wirtschaft ist flexibel und auf Kurzfristigkeit angelegt, wodurch die Anforderungen an den Menschen hoch werden. Sie fordert einen flexiblen Menschen, der immer bereit ist für neue Aufgaben, Arbeitsformen, eine neue Arbeitsstelle oder einen anderen Wohnort.
Der flexible Kapitalismus schafft das Bild eines Akteurs, für den es keine Trennung zwischen Privatem und der Arbeit gibt. Beides steht für ihn nicht im Widerspruch zueinander. Am Arbeitsplatz braucht es dafür eine ideale Bewältigungsstrategie, sodass man selber davon überzeugt ist, weshalb man so etwas macht oder auch sich zwingt, Gefühle zu zeigen.
Beide Theorien können voneinander nicht getrennt werden, die Informalisierung- und Entfremdungstheorien können in dem flexiblen Kapitalismus ein und dasselbe sein.
In dem flexiblen Kapitalismus sind die Autonomie und Kontrolle unauflösbar ineinander verschränkt. Als Subjektivierung wird hier verstanden, individuelle Eigenschaften und Bedürfnisse umfassend in die Funktionsweise von Markt und Arbeit zu integrieren. Die Arbeitsfreude ist hier eine Erwartung und wird angestrebt.
In den modernen Strukturen der Arbeitswelt entsteht eine Verbindung von „Emotionalität und Effizienz“. Das zweckrationale und emotionale Handeln sind ununterscheidbar miteinander verbunden und die Akteure sehen die Arbeit als Entfaltung ihrer Persönlichkeit und Vermischung von Arbeit und Privatleben.

### Emotionale Intelligenz
Die eigenen Emotionen kennen, Selbstwahrnehmung (das Erkennen eines Gefühls, während es auftritt) ist die Grundlage der emotionalen Intelligenz.
Die wichtigste Idee des emotionalen Selbstmanagement besteht aus Eigenschaften und Methoden – wie etwas gemacht wird und woraus etwas besteht.
Zu diesen Eigenschaften gehören: Autosuggestion und R-Framing. Dadurch sollen schmerzhafte und gute Erfahrungen den Einzelnen motivieren, und er soll dadurch lernen, es das nächste Mal besser zu machen, damit er im nächsten Versuch nicht mehr enttäuscht wird.
Daniel Goleman (EQ. Emotionale Intelligenz) hat fünf Dimensionen der äußeren Merkmalen emotionaler Intelligenz zusammengefasst:
1. Selbstregulierung: wie man seine Gefühle im Griff hat.
2. Selbstwahrnehmung: wie man sich selber sieht.
3. Motivation: er wird selbst motiviert durch seine Erfahrungen.;
4. Sozialfähigkeit: wie man mit anderen umgeht, die in seiner Gesellschaft leben.
5. Empathie: welcher Fähigkeit man hat, sich mit den anderen zu verstehen und sich durchzusetzen.

Goleman sieht den Menschen als „positiv Denkenden“, so dass der Mensch die passende „Gefühlskette“ auspacken könne und seine Zielerreichung immer von günstigen Erfahrungen begleitet werde. Emotionale Intelligenz wirke sich auf den Erfolg am Arbeitsplatz aus. Der Mensch habe das Gehirn als Emotionsmanager in der Hand, , er selbst könne mit seinen Emotionen spielen und umgehen. Wenn er eine Erfahrung als „negativ“ sähe, dann sei er selbst daran „schuld“, diese als negativ zu sehen. Er gäbe das „falsche“ emotionale Signal und werde deshalb negativ betrachtet. Der Mensch lerne üblicherweise von seinen Erfahrungen und werde deshalb nur positiv und motivierend angesehen.

## Scham und soziale Ordnung
Scham und soziale Ordnung werden in diesem Artikel aus der Perspektive von Norbert Elias’ (1897–1990) Zivilisationstheorie betrachtet, die er in seiner Studie Über den Prozeß der Zivilisation ausführt und erstmals im Jahr 1939 veröffentlichte.

### Entwicklung der Sozialstruktur
Funktionale Differenzierung
Elias behauptet, dass sich die gesellschaftliche Funktion des Einzelnen von den frühen Zeiten der abendländischen Geschichte bis zur Gegenwart  immer mehr differenzieren, d. h. die Aufgaben, die der Einzelne für die Gesellschaft übernimmt, immer spezieller werden. Dies begründet er vor allem durch die Existenz von größeren Herrschafts- und Versorgungsgebieten und den daraus folgenden längeren Handelswegen, einem steigenden Konkurrenzdruck, wachsender Arbeitsteilung, sowie durch den rasanten technischen Fortschritt. Durch diese fortschreitende funktionale Differenzierung wachsen die Abhängigkeiten zwischen den Individuen und es kommt zu immer größeren Interdependenzketten.
Monopolbildung von Macht
Die Monopolbildung von Macht beschreibt Elias in drei Phasen.
1. Die erste Phase, das Zeitalter des Feudalismus, zeichne sich durch die Konkurrenz von vielen kleineren Herrschaftsgebieten aus. Da jeder Herrscher sein Gebiet möglichst vergrößern möchte, und es bei einer andauernden Konkurrenz immer nur einen Sieger geben kann, ist in letzter Konsequenz eine Monopolbildung von Macht innerhalb eines relativ großen Territoriums, wie beispielsweise einem Nationalstaat, unausweichlich.
2. Dies lässt sich als zweite Phase bezeichnen, wobei Macht mit einem Gewalt- und Steuermonopol gleichgesetzt wird. In diesem Stadium wird nicht mehr um die Ausweitung und Definition eines Herrschaftsgebiets konkurriert, sondern nur noch um die Führung dieses Gebietes.
3. Damit das Machtmonopol, und damit auch die für den Einzelnen innerhalb dieses Herrschaftsgebietes geschaffenen befriedeten Räume, langfristig aufrechterhalten werden können, wird in der dritten und letzten Phase, das Machtmonopol Institutionalisiert und damit vergesellschaftet. Dieses Territorium gilt als befriedeter Raum, weil der Einzelne nicht mehr in ständiger Existenzangst lebe, und sich durch das staatliche Gewaltmonopol, auch nicht mehr in der Konkurrenz mit anderen, durch Selbstverteidigung, behaupten müsse.

### Entwicklung der Persönlichkeitsstruktur
Ängste und gesellschaftliche Normen
Die äußeren Ängste der physischen Selbstverteidigung und Selbsterhaltung verschwinden in diesen befriedeten Räumen weitestgehend, doch Elias behauptet keineswegs, dass die Ängste des Einzelnen an sich weniger werden. Es komme lediglich zu einer Verschiebung der Position dieser Ängste, die vom „Äußeren“ in das so genannte „Innere“ zurückgedrängt und somit zu einer Angst sich sozial falsch zu verhalten, würden.
Elias kommt, vor allem durch die Auswertung von Manierenbüchern, zu der Erkenntnis, dass körperbezogene Normen von einer „richtigen“ bzw. „guten“ Verhaltensweise immer in der Oberschicht entstünden und erst nach Jahrzehnten auch in den unteren Gesellschaftsschichten ankommen. „In der mittelalterlichen Gesellschaft schneuzte man sich die Nase im Allgemeinen mit den Händen, genau so wie man mit den Händen aß.“ Die Verwendung eines Taschentuchs, genau wie die des Besteckes, war noch nicht verbreitet und hat sich erst durch eine Verwendung am königlichen Hof langsam, zunächst in der Oberschicht, und schließlich in der Gesellschaft etabliert, wobei heute die Verwendung eines Taschentuchs, oder aber von Messer und Gabel, in Westeuropa, als schon immer normal und sittengemäß angesehen wird.
Fremdzwang und Selbstzwang
Durch eine immer differenziertere gesellschaftliche Funktionalisierung entstehen auch immer speziellere Abhängigkeitsverhältnisse unter den Mitgliedern einer Gesellschaft. Aufgrund dieser Abhängigkeiten werde es für den Einzelnen immer wichtiger, sein Verhalten an den gesellschaftlichen Vorstellungen, wie man sich gesellschaftlich richtig oder „gut“ zu verhalten hat, auszurichten. Tut er/sie dies nicht, schadeten die Konsequenzen, ihm/ihr selbst am meisten. Dies beschreibt Elias als Fremdzwang. Vor allem über den Erziehungsprozess im familiären Bereich, aber auch in der unmittelbaren Umgebung, werden diese Fremdzwänge, also die gesellschaftlichen Normen und Werte, dem Einzelnen anerzogen, und bilden in ihrer Summe das „Über-Ich“, welches als Gewissen des Menschen beschrieben werden könne. Der Einzelne reguliere sich in seinem Verhalten selbst, da er nicht gegen einen Zaun aus schweren Ängsten verstoßen möchte. Fremdzwänge würden durch die Erziehung in Selbstzwänge transformiert und die Folge ist eine immer größer werdende Affektkontrolle.
Das bedeutet, dass der Einzelne durch diese beschriebenen Selbstzwänge immer mehr versuche, spontane, emotionale Impulse, die er/sie empfindet, zu kontrollieren, so dass es nicht zu einer tatsächlichen Handlung entsprechend dieser Affekte kommt. Dabei sei „der Selbstzwang, den sich hier der Einzelne auferlegt, der Kampf gegen das eigene Fleisch, nicht weniger intensiv und einseitig, nicht weniger radikal und leidenschaftsdurchtränkt als sein Gegenstück, der Kampf gegen Andere“.
Eine weitere Folge sowohl der funktionalen Differenzierung mit all ihren beschriebenen Konsequenzen als auch der inkorporierten gesellschaftlichen Normen und Werte in Form von Selbstzwängen sei das starke Vorrücken der Scham- und Peinlichkeitsschwelle ab dem 16. Jahrhundert.

### Scham und Peinlichkeit
Nach Elias ist „das Schamgefühl eine spezifische Erregung, eine Art von Angst, die sich automatisch und gewohnheitsmäßig bei bestimmten Anlässen in dem Einzelnen reproduziert.“
Das Angstgefühl bezieht sich dabei nur auf das eigene Verhalten und entsteht, wenn der Einzelne gegen die eigenen, anerzogenen Verbote des Über-Ichs, die den gesellschaftlichen Normen und Werten entsprechen, verstößt oder gegen ebendiese zu verstoßen droht. Ein anschauliches Beispiel wäre hier die eigene Nacktheit in der Öffentlichkeit.
Das Peinlichkeitsgefühl kann als Pendant dazu, in Bezug auf das Verhalten anderer, gesehen werden: „Peinlichkeitsgefühle sind Unlusterregungen oder Ängste, die auftreten, wenn ein anderes Wesen die durch das ‚Über-ich‘ repräsentierte Verbotsskala der Gesellschaft zu durchbrechen droht oder durchbricht.“ Ein Beispiel wäre hier die Nacktheit einer einem nahestehenden Person in der Öffentlichkeit, während man selbst anwesend ist. Umgangssprachlich wird hierfür auch das Wort „Fremdschämen“ verwendet.

### Kritik
Umfangreiche Kritik an Elias’ Zivilisationstheorie übt Hans Peter Duerr in seinem fünfbändigen Werk Der Mythos vom Zivilisationsprozess. Dabei versucht Duerr zu zeigen, dass „die Menschen in kleinen ‚traditionellen‘ Gesellschaften mit den Angehörigen der eigenen Gruppe viel enger verflochten waren, als dies bei uns Heutigen der Fall ist“, und dass diejenigen, die heute über einen Mythos wie den der Genesis lächeln, selbst nichts anderes getan haben, als die Geschichte zu mythisieren, und dass dieser „Mythos vom Zivilisationsprozess“ die Tatsache verschleiere, dass es aller Wahrscheinlichkeit nach zumindest innerhalb der letzten vierzigtausend Jahre weder Wilde noch Primitive, weder Unzivilisierte noch Naturvölker gegeben hat.
Duerr kritisiert Elias außerdem für eine einseitige und wenig differenzierte Auswertung seiner Quellen, insbesondere der Manierenbücher. So stellt er beispielsweise in dem ersten Band Nacktheit und Scham fest, dass unter anderem eine „spezielle Nachtbekleidung“ nicht erst im 16. Jahrhundert aufgekommen ist, wie Elias behauptet: „Bereits die Nordgermanin schlief nicht nackt, sondern entweder im Unterkleid, der skyrta, oder dem serkr, einem langen Hemd, über dessen Ausschnitt man tagsüber ein Brusttuch legte, um den oberen Teil der Brüste nicht zu entblößen.“